# 아우스트로바일레이아
아우스트로바일레이아(austrobaileya, 학명: Austrobaileya scandens 아우스트로바일레이아 스칸덴스[*])는 아우스트로바일레이아목의 단형 과인 아우스트로바일레이아과(austrobaileya科, 학명: Austrobaileyaceae 아우스트로바일레이아케아이[*])의 단형 속인 아우스트로바일레이아속(austrobaileya屬, 학명: Austrobaileya 아우스트로바일레이아[*])에 속하는 유일한 종이다.
오스트레일리아의 퀸즐랜드주에 분포하는 덩굴나무 또는 덩굴이다.

## 이름
속명 "아우스트로바일레이아"는 "남쪽"을 뜻하는 라틴어 "아우스테르(auster)"와 오스트레일리아의 식물학자 프레더릭 맨슨 베일리(Frederick Manson Bailey)의 이름을 조합한 말이다. 종소명 "스칸덴스"는 라틴어로 "덩굴성의"라는 뜻이다.

## 계통 분류
2016년 APG IV 분류 체계에서는 아우스트로바일레이아과를 속씨식물군 아우스트로바일레이아목의 유일한 과로 분류하며, 이는 2009년 APG III 분류 체계 및 2003년 APG II 분류 체계의 분류와 동일하다. 그 이전의 1998년 APG 분류 체계에서는 속씨식물군 아래에 목을 따로 두지 않고 아우스트로바일레이아과만 인정했다.
그 외에 1992년 손 분류 체계는 아우스트로바일레이아과를 목련강(Magnoliopsida[=속씨식물]) 목련아강(Magnoliideae[=쌍떡잎식물]) 목련상목(Magnolianae) 목련목(Magnoliales) 아래에 분류했으며, 1981년 크론퀴스트 분류 체계는 아우스트로바일레이아과를 목련문(Magnoliophyta[=속씨식물]) 목련강(Magnoliopsida[=쌍떡잎식물]) 목련아강(Magnoliidae) 목련목(Magnoliales) 아래에 분류했다. 또한 1980년 달그렌 분류 체계는 아우스트로바일레이아과를 목련강(Magnoliopsida[=속씨식물]) 목련아강(Magnoliideae[=쌍떡잎식물]) 목련상목(Magnolianae) 뽀뽀나무목(Annonales) 아래에 분류했으며, 1964년 엥글러 분류 체계는 관상식물문(Siphonogamae[=종자식물]) 속씨식물아문(Angiospermae) 쌍떡잎식물강(Dicotyledoneae) 이판화아강(Archychlamydeae) 목련목(Magnoliales) 아래에 분류했다.